# Ралі (Північна Дакота)
Ралі (англ. Raleigh) — переписна місцевість (CDP) в США, в окрузі Грант штату Північна Дакота. Населення — 14 осіб (2020).

## Географія
Ралі розташоване за координатами 46°21′26″ пн. ш. 101°18′19″ зх. д. / 46.35722° пн. ш. 101.30528° зх. д. (46.357143, -101.305383).  За даними Бюро перепису населення США в 2010 році переписна місцевість мала площу 0,74 км², уся площа — суходіл.

## Демографія
Згідно з переписом 2010 року, у переписній місцевості мешкало 12 осіб у 8 домогосподарствах у складі 3 родин. Густота населення становила 16 осіб/км².  Було 9 помешкань (12/км²).
Расовий склад населення:
| - 91,7 % — білих - 8,3 % — корінних американців |

До двох чи більше рас належало 0,0 %. Частка іспаномовних становила 0,0 % від усіх жителів.
За віковим діапазоном населення розподілялося таким чином: 0,0 % — особи молодші 18 років, 83,3 % — особи у віці 18—64 років, 16,7 % — особи у віці 65 років та старші. Медіана віку мешканця становила 52,0 року. На 100 осіб жіночої статі у переписній місцевості припадало 200,0 чоловіків;  на 100 жінок у віці від 18 років та старших — 200,0 чоловіків також старших 18 років.
Цивільне працевлаштоване населення становило 3 особи. Основні галузі зайнятості: сільське господарство, лісництво, риболовля — 66,7 %, освіта, охорона здоров'я та соціальна допомога — 33,3 %.